# Ålands sjöfartsmuseum

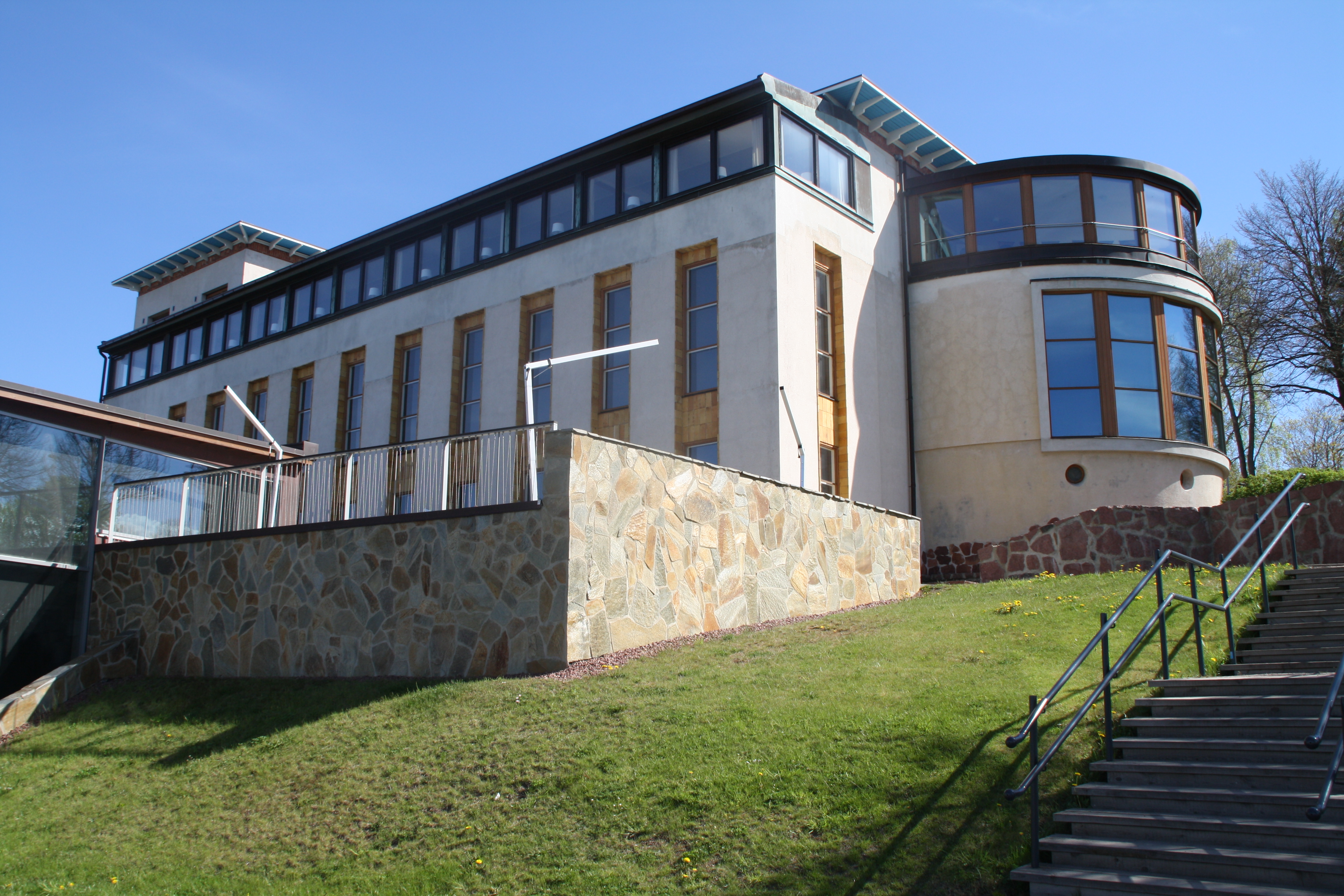
Ålands sjöfartsmuseum

Ålands sjöfartsmuseum är ett museum för Ålands sjöfartshistoria, det ligger vid Västerhamn i Mariehamn på Åland. Byggnaden från 1949 ritades av arkitekterna Jonas Cedercreutz och Helge Railo. Museet renoverades 2009–2012, en tillbyggnad ritad av Johanna Vuorinen och Esa Kangas lades då till. Nyöppning och återinvigning skedde den 26 april 2012.  
Ålands sjöfartsmuseum är en stiftelse, vars mål är att förvalta och förmedla Ålands maritima kulturarv. Museet har bland annat 41 modeller av den åländske skeppsmodellbyggaren Viktor Andersson.
Från och med sommaren 2012 har museet ansvar över den publika och museala verksamheten för fartyget Pommern som ägs av Mariehamns stad. Pommern är en fyrmastad bark förtöjd i hamnen bakom museet. Fartyget byggt 1903 i Glasgow har sedan 1957 verkat som museum.
På övervåningen av byggnaden finns Restaurang Nautical, som drivs oberoende av museet.

## Historia
På 1920-talet började Carl Holmqvist samla nautiska föremål vilket senare blev grunden för Ålands sjöfartmuseum. När segelfartygens tid närmade sig sitt slut bestämde sig Holmqvist, år 1935, att bilda en ideell förening. Föreningen fick namnet Ålands Nautical Club vars uppgift blev att grunda ett åländskt sjöfartsmuseum. Dock kom andra världskriget emellan och byggnaden stod färdig först år 1949. Fem år senare, den 29 augusti 1954, öppnade museet för allmänheten. Tack vare donationer och bidrag från det åländska sjöfolket har museet kunnat växa och utvecklas. Skeppsredaren Gustaf Erikson stod för den största insatsen, både med pengar och föremål från sina fartyg. År 1986 donerade Ålands Nautical Club museet med föremål, arkiv, bibliotek och inventarier till stiftelsen Ålands sjöfartsmuseum.